# Shazia Mirza
Shazia Mirza är en brittisk ståuppkomiker, född 3 oktober, någon gång på 1970-talet. Olika källor hävdar olika födelseår, som sträcker sig från 1972 till 1978.